# Aillutticus knysakae
Aillutticus knysakae är en spindelart som beskrevs av Ruiz, Brescovit 2006. Aillutticus knysakae ingår i släktet Aillutticus och familjen hoppspindlar. Inga underarter finns listade i Catalogue of Life.